# Klara Fehrle-Menrad

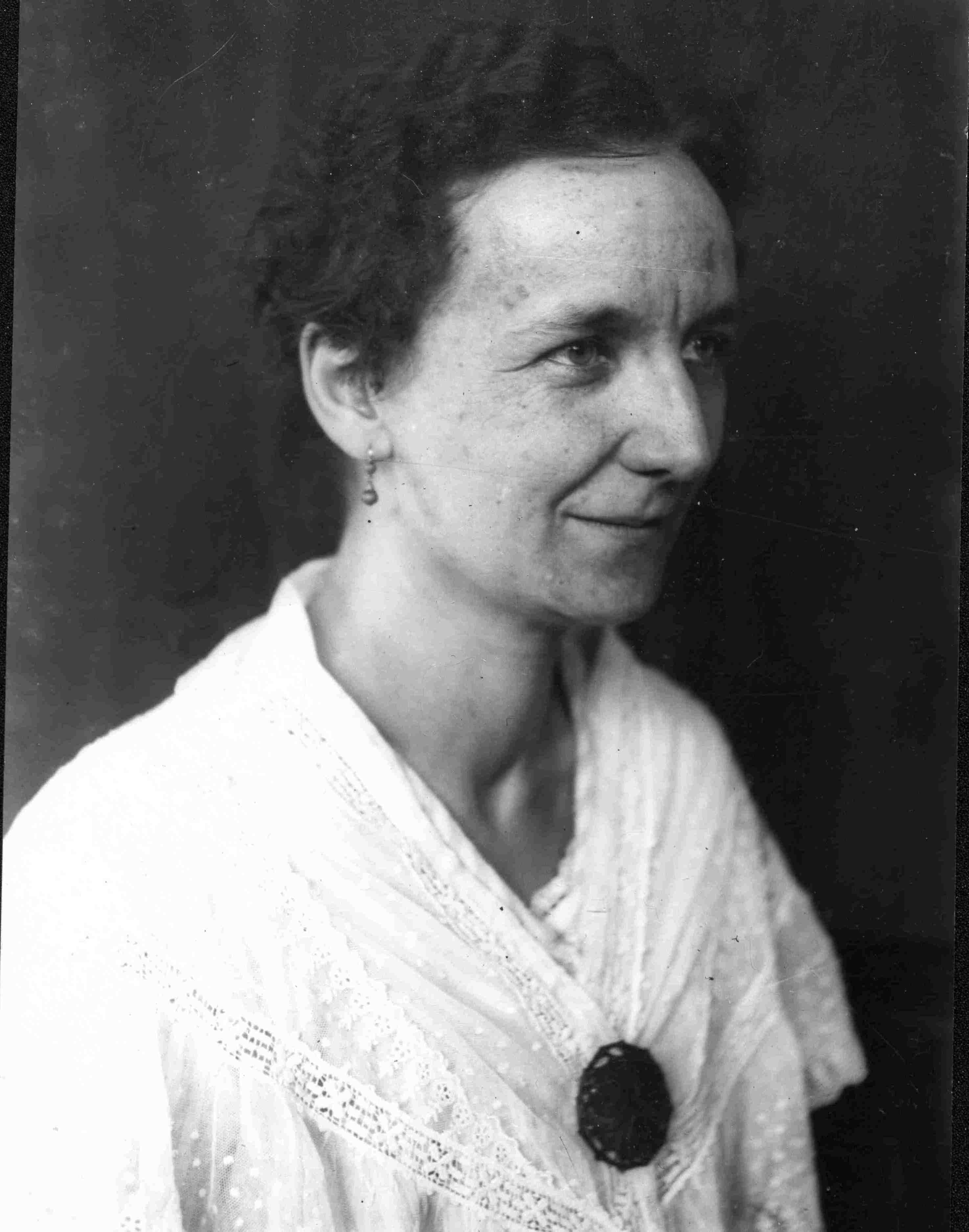
Porträt Klara Fehrles um 1925

Klara Maria Fehrle-Menrad (oft auch Klara Fehrle; * 1. März 1885 in Schwäbisch Gmünd; † 10. Oktober 1955 ebenda) war eine deutsche Malerin. Sie gilt als die erste naive Malerin Deutschlands. Sie war die Frau von Jakob Wilhelm Fehrle.

## Leben und Werk
Klara Maria Fehrle-Menrad begann um 1914 ohne künstlerische Ausbildung zu malen. 1922 stellte sie erstmals mit ihrem Mann, ihrer Schwägerin Anna Fehrle und dem gemeinsamen Freund Reinhold Nägele im Kunsthaus Schaller in Stuttgart aus.
1937 wurden in der Nazi-Aktion „Entartete Kunst“ aus dem Stadtmuseum Ulm ihr Tafelbild Schwäbisch Gmünd (Tempera auf Holz, 42 × 48 cm, 1932) beschlagnahmt. Sein Verbleib ist ungeklärt.
Seit 1945 war sie krankheitsbedingt in ihrem künstlerischen Schaffen stark eingeschränkt.

## Ausstellungsteilnahmen (Auszug)
- 1922: Gruppenausstellung mit Jakob Wilhelm Fehrle, Anna Fehrle, Reinhold Nägele im Kunsthaus Schaller, Stuttgart.
- 1927: Stuttgarter Sezession
- 1953: Kollektivausstellung im Haus „Sonnenhalde“ von Hugo Borst in Stuttgart.
- 1982: Gedächtnisausstellung im Museum Schwäbisch Gmünd.
- 2019/2020: Netzwerkerinnen der Moderne. 100 Jahre Frauenkunststudium, Städtische Galerie Böblingen[3][4]